# Бакалинський сільський округ
Бакали́нський сільський округ (каз. Бақалы ауылдық округі, рос. Бакалинский сельский округ) — адміністративна одиниця у складі Саркандського району Жетисуської області Казахстану. Адміністративний центр — село Бакали.
Населення — 1617 осіб (2021; 1631 у 2009, 2022 у 1999, 2602 у 1989).
Станом на 1989 рік існувала Бакалинська сільська рада (села Агарту, Бакали, Кірово, МТФ-ОТФ).

## Склад
До складу округу входять такі населені пункти:
| Населений пункт | Населення, осіб (1989) | Населення, осіб (1999) | Населення, осіб (2009) | Населення, осіб (2021) |
| --------------- | ---------------------- | ---------------------- | ---------------------- | ---------------------- |
| Бакали, село    | 1804                   | 1399                   | 1149                   | 1117                   |
| Какімжан, село  | 330                    | 275                    | 194                    | 220                    |
| МТФ-ОТФ, село   | 135                    | -                      | -                      | -                      |
| Таскудик, село  | 333                    | 348                    | 288                    | 280                    |